# Girl in Gold Boots
Pour plus de détails, voir Fiche technique et Distribution.
Girl in Gold Boots (titre original : Girl in Gold Boots) est un film américain, drame policier, réalisé et produit par Ted V. Mikels, sorti en 1968.
Ce film a connu un regain de notoriété, en 1999 après avoir été utilisé pour un épisode de la série télévisée culte Mystery Science Theater 3000 et avoir fait aussi partie du coffret de DVD Mystery Science Theater 3000 Collection 2-4, sorti en 2003.

## Synopsis
Une jeune femme, Michele, se laisse persuader par un impresario louche de quitter son job de serveuse pour devenir go-go danseuse à Los Angeles. Une fois arrivée là-bas, elle y découvre un monde où les coups bas pleuvent et où les danseuses ne se font pas de cadeaux, dans le but de prendre la place de Joan, la reine des go-go danseuses…

## Fiche technique
- Titre : Girl in Gold Boots
- Titre original : Girl in Gold Boots
- Réalisation : Ted V. Mikels
- Scénario : Art Names, Leighton J. Peatman, John T. Wilson
- Musique : Nicholas Carras, Chris Howard
- Directeur de la photographie : Robert Maxwell
- Montage : Leo H. Shreve
- Production : Ted V. Mikels
- Pays d'origine :  États-Unis
- Genre : drame policier
- Durée : 94 minutes
- Date de sortie :
  -  : 25 avril 1968

## Distribution
- Jody Daniels : Finley 'Critter' Jones
- Leslie McRay : Michele Casey
- Tom Pace : Buz Nichols
- Mark Herron : Leo McCabe
- Bara Byrnes : Joanie Nichols
- William Bagdad : Marty
- Victor Izay : Mr Casey
- Harry Lovejoy : Harry Blatz
- James Victor : Joey
- Rod Wilmoth : Officier de police
- Chris Howard : Chris
- Mike Garrison : gérant de la station service
- Michael Derrick : vendeur de voiture
- Sheila Roberts : vendeuse de supérette
- Dennis Childs : codétenu

## Récompenses et distinctions

### Nominations
- Saturn Award 2004 :
  - Saturn Award de la meilleure collection DVD (au sein du coffret Mystery Science Theater 3000 Collection 2 - 4)